# Christine Matison
Christine Matison Dorey (née le 29 octobre 1951) est une joueuse de tennis australienne, professionnelle dans les années 1970.
En 1978, elle a joué les demi-finales à l'Open d'Australie (battue par Betsy Nagelsen), sa meilleure performance en simple dans une épreuve du Grand Chelem.

## Palmarès

### Titre en simple dames
Aucun

### Finale en simple dames
Aucune

### Titre en double dames
| No | Date       | Nom et lieu du tournoi                 | Catégorie | Surface      | Partenaire    | Finalistes                | Score    |          |
| -- | ---------- | -------------------------------------- | --------- | ------------ | ------------- | ------------------------- | -------- | -------- |
| 1  | 08-12-1975 | Western Australian Championships Perth |           | Gazon (ext.) | Lesley Turner | Sue Barker Michelle Tyler | 7-6, 6-3 | Parcours |

### Finale en double dames
Aucune

## Parcours en Grand Chelem

### En simple dames
| Année | Open d'Australie (janvier) | Open d'Australie (janvier) | Internationaux de France | Internationaux de France | Wimbledon       | Wimbledon      | US Open | US Open | Open d'Australie (décembre) | Open d'Australie (décembre) |
| ----- | -------------------------- | -------------------------- | ------------------------ | ------------------------ | --------------- | -------------- | ------- | ------- | --------------------------- | --------------------------- |
| 1972  | 1er tour (1/16)            | Kerry Harris               | -                        | -                        | -               | -              | -       | -       | n/a                         | n/a                         |
| 1973  | 2e tour (1/16)             | Virginia Wade              | -                        | -                        | -               | -              | -       | -       | n/a                         | n/a                         |
| 1974  | 1er tour (1/32)            | Jenny Walker               | 1er tour (1/32)          | M. Simionescu            | 2e tour (1/32)  | M. Fernández   | -       | -       | n/a                         | n/a                         |
| 1975  | 1/4 de finale              | Natasha Chmyreva           | -                        | -                        | 1er tour (1/64) | Patricia Reese | -       | -       | n/a                         | n/a                         |
| 1976  | 1/4 de finale              | Elizabeth Ekblom           | 1er tour (1/32)          | Beth Norton              | 1er tour (1/64) | Beth Norton    | -       | -       | n/a                         | n/a                         |
| 1977  | 1er tour (1/16)            | Jan Lehane                 | -                        | -                        | 2e tour (1/32)  | Lea Antonoplis | -       | -       | 1er tour (1/16)             | Rayni Fox                   |
| 1978  | n/a                        | n/a                        | -                        | -                        | -               | -              | -       | -       | 1/2 finale                  | Betsy Nagelsen              |

À droite du résultat, l’ultime adversaire.

### En double dames
| Année | Open d'Australie (janvier)    | Open d'Australie (janvier) | Internationaux de France    | Internationaux de France | Wimbledon                     | Wimbledon                 | US Open                     | US Open                 | Open d'Australie (décembre) | Open d'Australie (décembre) |
| ----- | ----------------------------- | -------------------------- | --------------------------- | ------------------------ | ----------------------------- | ------------------------- | --------------------------- | ----------------------- | --------------------------- | --------------------------- |
| 1970  | 2e tour (1/8) Anne Coleman    | Jan Lehane C. Sandberg     | -                           | -                        | -                             | -                         | -                           | -                       | n/a                         | n/a                         |
| 1972  | 1/4 de finale Anne Coleman    | P. Coleman K. Krantzcke    | -                           | -                        | -                             | -                         | -                           | -                       | n/a                         | n/a                         |
| 1973  | 2e tour (1/8) Helen Young     | M. Smith Virginia Wade     | -                           | -                        | 2e tour (1/16) Marilyn Tesch  | M. Smith Lesley Hunt      | -                           | -                       | n/a                         | n/a                         |
| 1974  | 1er tour (1/16) Kerry Hogarth | Chris O'Neil Kym Ruddell   | -                           | -                        | -                             | -                         | -                           | -                       | n/a                         | n/a                         |
| 1975  | 2e tour (1/8) V. Lancaster    | Jenny Dimond D. Fromholtz  | -                           | -                        | 1er tour (1/32) Pam Whytcross | Lesley Hunt V. Ziegenfuss | -                           | -                       | n/a                         | n/a                         |
| 1976  | 2e tour (1/8) Pam Whytcross   | K. Harter W. Turnbull      | -                           | -                        | 2e tour (1/16) Debbie Jevans  | Marise Kruger E. Vlotman  | -                           | -                       | n/a                         | n/a                         |
| 1977  | 1/4 de finale Pam Whytcross   | B. Nagelsen Kerry Reid     | 1/4 de finale Pam Whytcross | L. Charles Sue Mappin    | 3e tour (1/8) Pam Whytcross   | F. Dürr Virginia Wade     | 3e tour (1/8) Pam Whytcross | Navrátilová Betty Stöve | 1/2 finale Pam Whytcross    | Mona Guerrant Kerry Reid    |
| 1978  | n/a                           | n/a                        | -                           | -                        | -                             | -                         | -                           | -                       | 1/2 finale S. Simmonds      | Naoko Sato Pam Whytcross    |

Sous le résultat, la partenaire ; à droite, l’ultime équipe adverse.

### En double mixte
| Année | Open d'Australie (janvier) | Open d'Australie (janvier) | Internationaux de France | Internationaux de France | Wimbledon                    | Wimbledon                  | US Open | US Open | Open d'Australie (décembre) | Open d'Australie (décembre) |
| ----- | -------------------------- | -------------------------- | ------------------------ | ------------------------ | ---------------------------- | -------------------------- | ------- | ------- | --------------------------- | --------------------------- |
| 1975  | n/a                        | n/a                        | -                        | -                        | 2e tour (1/16) P. McNamara   | Joyce Barclay Pat Cramer   | -       | -       | n/a                         | n/a                         |
| 1976  | n/a                        | n/a                        | -                        | -                        | 1er tour (1/32) P. McNamara  | Ann Kiyomura J. Kamiwazumi | -       | -       | n/a                         | n/a                         |
| 1977  | n/a                        | n/a                        | -                        | -                        | 1er tour (1/32) N. Callaghan | L. Blachford John Marks    | -       | -       | n/a                         | n/a                         |

Sous le résultat, le partenaire ; à droite, l’ultime équipe adverse.